# Saltasaure
El saltasaure (Saltasaurus, "rèptil de Salta") és un gènere de dinosaure sauròpode que visqué a finals del període Cretaci, fa entre 73 i 65 milions d'anys. Pertany a la família dels saltasàurids, tot i la mida relativament petita pel seu grup, ja que arribava a mesurar 12 metres de llarg i a pesar 25 tones.
Fou anomenat Saltasaurus, ja que el seu esquelet fòssil fou trobat a Salta, província de l'Argentina.
Les seves defenses no eren tan útils, ja que és possible que no tingués depredadors, però tot i així el seu coll i llarga cua resultarien eficients per a combats, com en el cas de tots els membres de la mateixa família.